# حجت‌الله خطیب
حجت‌الله خطیب (زاده ۱۳۳۳ – درگذشته ۶ اردیبهشت ۱۳۹۴) سرپرست سابق فدراسیون کشتی ایران و مدیرعامل سابق باشگاه فرهنگی ورزشی پرسپولیس تهران بود.
وی به مدت ۱۹ سال ریاست اداره کل تربیت بدنی استان تهران در دهه‌های ۶۰ و ۷۰ خورشیدی را برعهده داشت که موفقیت‌آمیزترین دوران مدیریت وی محسوب می‌شود؛ در طی آن دوران، بارها جام قهرمانی مسابقات کشوری در رشته‌ها و رده‌های سنی مختلف نصیب تهران شد.

## مسئولیت‌ها
حجت‌الله خطیب در دهه ۱۳۶۰ و ۷۰ خورشیدی سمت ریاست اداره کل تربیت بدنی استان تهران را برعهده داشت.
از تیرماه ۱۳۸۳ و پس از اتمام مدیریت اکبر غمخوار، مدیرعاملی باشگاه پرسپولیس را عهده‌دار شد. او همزمان مدیریت اداره تربیت بدنی استان تهران را نیز بر عهده داشت. خطیب تا دی ۱۳۸۴ در این سمت باقی ماند و سپس جای خود را به محمدحسن انصاری‌فرد داد.
سال ۱۳۹۰ سرپرست "فدراسیون کشتی" شد. در دوران سرپرستی خطیب، کشتی آزاد پس از ۴۸ سال در خارج از خانه و مسابقات جهانی ۲۰۱۳ بوداپست روی سکوی قهرمانی جهان ایستاد. کشتی فرنگی هم در المپیک لندن سه مدال طلا گرفت. گرچه نزد افکار عمومی و رسانه‌ها، محمد بنا و رسول خادم به عنوان عاملان این دو موفقیت تاریخی مطرح شدند. در سال ۱۳۹۲ رسول خادم جانشین وی شد.
در آخرین تصمیم ورزشی دوران زندگی خود در عرصه مدیریت، برای احراز سمت ریاست "فدراسیون هندبال" اعلام آمادگی کرد. او شش ماه قبل در مصاحبه ای اظهار نمود: «زیر و بم ورزش را می‌دانم. اگر رئیس شوم موفقیت‌های زیادی کسب خواهیم کرد. مطمئن باشید اگر من بیایم همیشه تیم ما قهرمان آسیا و جهان خواهد شد.» اما دو ماه قبل که انتخابات برگزار شد، بیماری سرطان او شدت گرفته بود و در مجمع انتخاباتی فدراسیون هندبال حضور نیافت.

## درگذشت
خطیب از مدت‌ها پیش به دلیل سرطان در بستر بیماری بود و در نهایت در صبح ۶ اردیبهشت ۱۳۹۴ (۲۶ آوریل ۲۰۱۵) در سن ۶۱ سالگی، در بیمارستان جم تهران درگذشت و در روستای لزیر در شهرستان نور در استان مازندران به خاک سپرده شد.